# Akshay Venkatesh
Akshay Venkatesh (sinh ngày 21 tháng 11 năm 1981) là một nhà toán học người Úc gốc Ấn. Ông nghiên cứu về các lĩnh vực: lý thuyết đếm, bài toán đẳng phân trong các dạng tự đẳng cấu và lý thuyết số, và đặc biệt là trong lý thuyết biểu diễn, các không gian đối xứng địa phương và lý thuyết ergodic. Ông là người Úc duy nhất giành huy chương ở cả Olympic Vật lý Quốc tế và Olympic Toán Quốc tế, mà anh đã làm ở tuổi 12.
Năm 2018, ông được trao Huy chương Fields vì những nghiên cứu kết nối giữa lý thuyết số giải tích, hệ động lực thuần nhất, tô pô và lý thuyết biểu diễn.

## Tiểu sử
Akshay sinh ra ở Delhi, Ấn Độ và lớn lên ở Perth, Tây Úc, nơi anh theo học trường Scotch College. Mẹ của ông, Svetha, là một giáo sư khoa học máy tính tại Đại học Deakin. Venkatesh tham dự các lớp đào tạo ngoại khóa cho các học sinh năng khiếu trong chương trình olympic toán học của bang, và năm 1993, khi mới chỉ 11 tuổi, anh tham dự Olympic Vật lý Quốc tế lần thứ 24 ở Williamsburg, Virginia, giành huy chương đồng. Năm sau vào năm 1994, anh chuyển sự chú ý của mình sang toán học, và sau khi xếp hạng thứ hai trong Olympic Toán học Úc, anh đã giành huy chương bạc tại Olympic Toán học Châu Á Thái Bình Dương lần thứ 6, trước khi giành huy chương đồng trong quốc tế Olympic Toán được tổ chức tại Hồng Kông năm đó. Ông tốt nghiệp trung học cùng năm, bước sang tuổi 13 vào cuối năm. Sau đó ông vào học ở Đại học Tây Úc với tư cách sinh viên trẻ nhất trong lịch sử của trường này và cũng là người trẻ nhất tốt nghiệp thủ khoa ngành toán học thuần túy  vào năm 1997. Ông nhận giải J.A. Woods Memorial trao tặng cho sinh viên tốt nghiệp xuất sắc nhất của năm.
Từ năm  1998 Akshay làm nghiên cứu sinh tiến sĩ tại Đại học Princeton dưới sự hướng dẫn của Peter Sarnak, và bảo vệ luận án vào năm 2002  với nhan đề Limiting forms of the trace formula. Anh được hỗ trở bởi học bổng Hackett Fellowship và tiếp đó có một vị trí nghiên cứu viên sau tiến sĩ tại Viện Công nghệ Massachusetts. Venkatesh nhận được Clay Research Fellowship từ Viện Toán học Clay từ năm 2004 đến 2006, và trở thành phó giáo sư tại Viện Toán học Courant tại Đại học New York.  Anh từng là thành viên của Trường Toán học tại Viện Nghiên cứu Cao cấp Princeton (IAS) từ năm 2005 đến 2006.
Tháng 1 năm 2008, anh trở thành giáo sư thực thụ tại Đại học Stanford. Sau khi là giáo sư thỉnh giảng ưu tú tại IAS trong năm 2017-2018, anh trở thành thành viên biên chế của của IAS vào tháng 8 năm 2018.